# Hibbertia alopecota
Hibbertia alopecota är en tvåhjärtbladig växtart som beskrevs av Toelken. Hibbertia alopecota ingår i släktet Hibbertia och familjen Dilleniaceae. Inga underarter finns listade i Catalogue of Life.